# Alluaudia procera
Espèce
Classification phylogénétique
Alluaudia procera (ou ocotillo de Madagascar) est une espèce du genre Alluaudia appartenant à la famille des Didiereaceae.
Elle est originaire des zones semi-arides du sud de Madagascar. Elle ressemble à Fouquieria splendens (Ocotillo) qui vit dans un habitat comparable sur le continent américain et qui lui a donné son surnom. C'est un exemple de convergence évolutive.
À Madagascar, les tiges épaisses et branches séchées sont utilisées pour la construction, la menuiserie et pour faire du charbon de bois.

## Description
Source :

Au naturel, elle forme des buissons constitués de tiges épineuses rigides verticales atteignant 8 mètres de haut. Dans des conditions favorables, de vieux sujets se présentent comme des arbres jusqu'à 18 mètres de haut. Mais en culture, elle ne dépasse pas 3 mètres.
L'espèce est appréciée pour l'esthétique des tiges qui sont verticales, épaisses et de couleur grisatre. Ces tiges portent des lignes d'épines implantées de façon très régulière. Ainsi que des lignes de petites feuilles de couleur vert vif également très régulières qui s'intercalent entre les lignes d'épines. Ces feuilles sont caduques en période de sécheresse. Ces lignes sont soit verticales, soit légèrement spiralées.
Des conditions de culture stables (pas d'alternance de sécheresse et d'humidité ou de froid et de chaud) sont nécessaires pour cette régularité des lignes d'épines et de feuilles.
Les fleurs de peu d'intérêt apparaissent au sommet des tiges, mais seulement sur les sujets de plus de 3 mètres de haut.

## Culture
Source : 
Alluaudia procera est l'espèce la plus cultivée du genre. Elle nécessite une exposition ensoleillée et aérée, un sol bien drainé.
Arrosages modérés en été (pour éviter le risque élevé de pourriture).
Les doses d'engrais recommandées pour les plantes succulentes doivent être réduites.
Hivernage au sec avec une température ne descendant pas sous les 10 °C.
Couper les tiges pour favoriser l'apparition de nouvelles tiges et multiplier la plante.

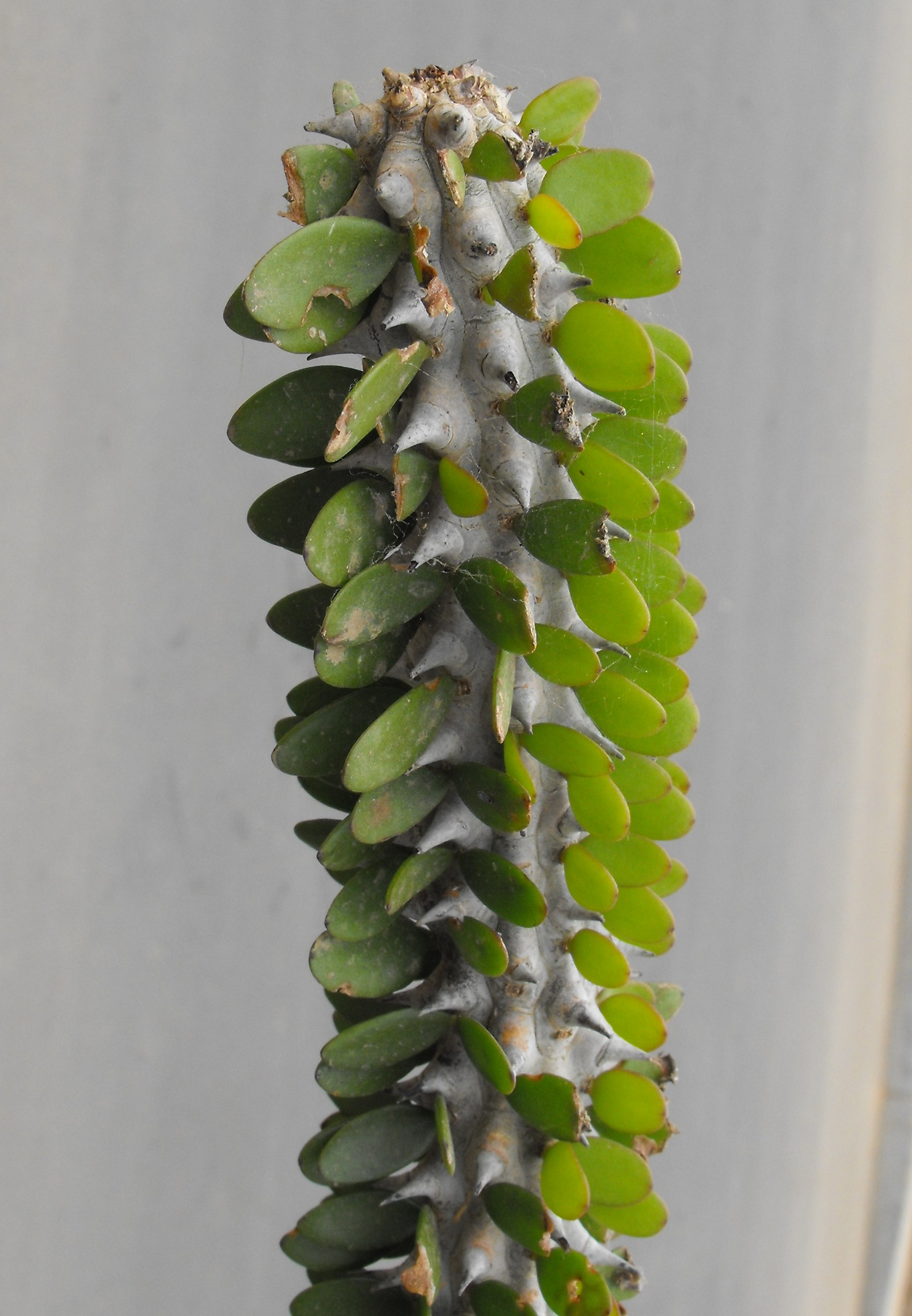
Lignes d'épines et de petites feuilles
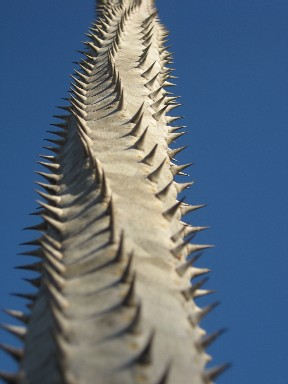
Disposition des lignes d'épines en spirale
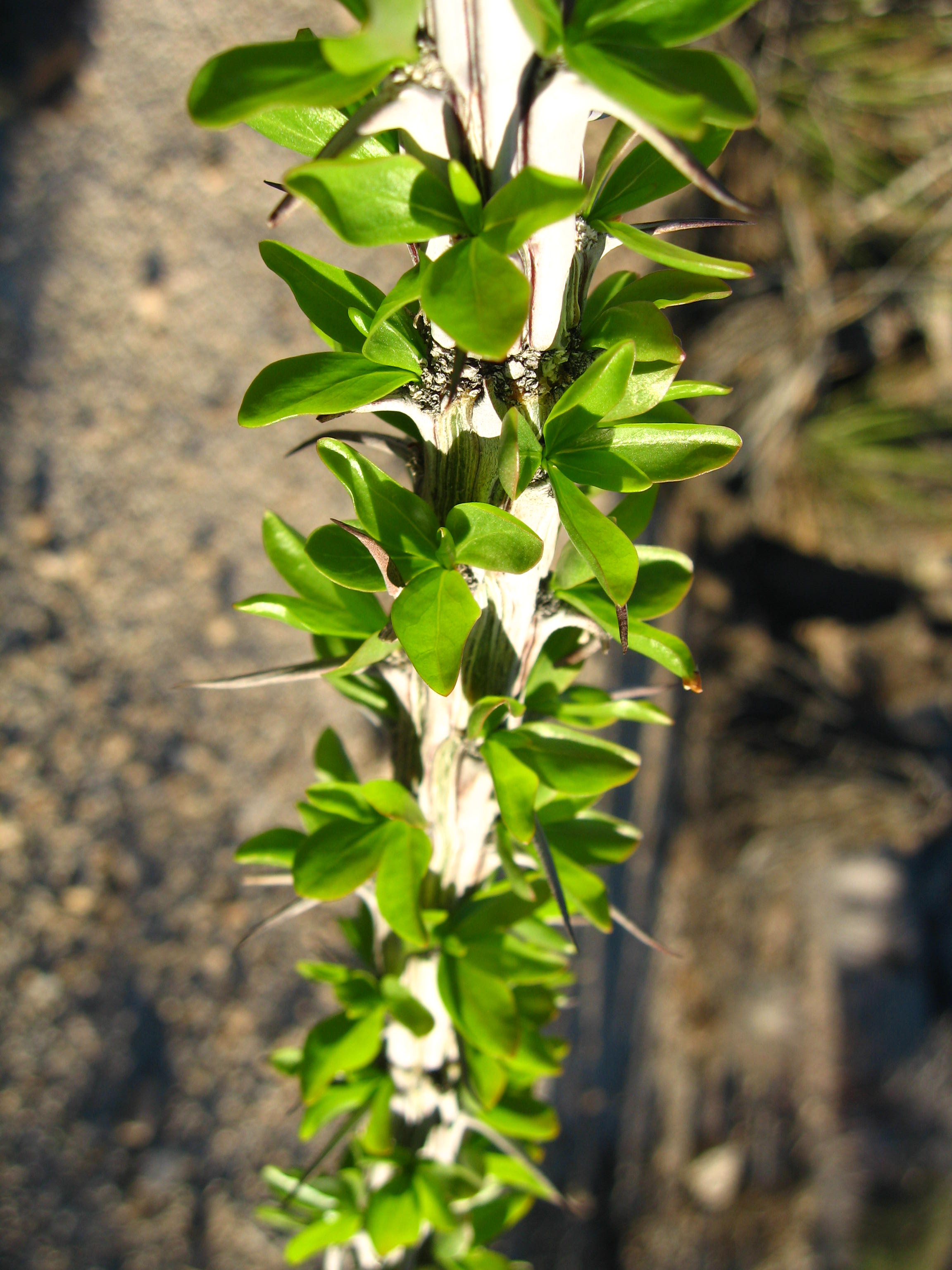
Fouquieria splendens semblable à Alluaudia procera

## Synonymes
- Didierea procera Drake.